# Chikushino
Chikushino (jap. 筑紫野市 Chikushino-shi) – miasto w Japonii, w prefekturze Fukuoka, w północnej części wyspy Kiusiu.

## Historia
1 marca 1955 roku, w wyniku połączenia kilku wiosek i miasteczek, w powiecie Chikushi powstało miasteczko Chikushino. 1 kwietnia 1972 roku zdobyło status miasta

## Populacja
Zmiany w populacji Chikushino w latach 1970–2015:
| Rok  | Populacja |
| ---- | --------- |
| 1970 | 38 876    |
| 1975 | 47 741    |
| 1980 | 57 966    |
| 1985 | 63 242    |
| 1990 | 70 303    |
| 1995 | 81 988    |
| 2000 | 93 049    |
| 2005 | 97 571    |
| 2010 | 100 172   |
| 2015 | 101 081   |